# Elecciones generales de Santa Lucía de 1979

Resultados y porcentaje de votos por distrito electoral de las elecciones generales de Santa Lucía de 1979

Elecciones generales tuverion lugar en Santa Lucía el 2 de julio de 1979. El resultado fue una victoria para el Partido Laborista de Santa Lucía, el cual obtuvo doce de diecisiete escaños. La participación electoral fue de 68,0 %.

## Resultados
| Partido                                          | Votos  | %    | Escaños | +/– |
| ------------------------------------------------ | ------ | ---- | ------- | --- |
| Partido Laborista de Santa Lucía                 | 25 294 | 56,2 | 12      | +5  |
| Partido Unido de los Trabajadores de Santa Lucía | 19 706 | 43,8 | 5       | –5  |
| Votos en blanco/nulos                            | 1 191  | –    | –       | –   |
| Total                                            | 46 191 | 100  | 17      | 0   |
| Electores registrados/participación              | 67 917 | 68,0 | –       | –   |
| Fuente: Nohlen                                   |        |      |         |     |